# Amaury IV de Craon
Pour les articles homonymes, voir Amaury IV et Amaury.
Amaury IV de Craon (1326-1373) est seigneur de Craon, Chantocé, Ingrandes, Briollé, Châteauneuf-sur-Sarthe, Précigné et Sablé, Sainte-Maure, Nouâtre, Pressigny et Marcillac, Châteauneuf-sur-Charente et Jarnac.

## Biographie
Il est issu d'une importante famille de l'Anjou dans laquelle l'office de sénéchal d'Anjou et du Maine était devenu héréditaire. Né le 16 août 1326, il était le fils de Maurice VII de Craon et de Marguerite de Mello-St-Bris dame de Jarnac et Ste-Hermine, ainsi que le petit-fils d'Amaury III de Craon et de sa première épouse Isabelle de Ste-Maure.
Il épouse en 1345 Péronnelle vicomtesse de Thouars et comtesse de Dreux (vers 1330-1397), sans postérité (elle se remarie en 1375, sans postérité non plus, à Clément II Tristan Rouault). Mais il a deux enfants naturels, Pierre, et Jeannette qui épouse Thibaut de La Devillière et est dotée du domaine familial sis à Solesmes.
En 1356, après avoir été assiégé à Romorantin, fin août, lors de la Chevauchée du Prince noir, Amaury, est fait prisonnier à la bataille de Poitiers le 19 septembre,il devient l'un des principaux chefs de guerre du roi Charles V et devient capitaine pour la Touraine, l'Anjou, le Maine et la Basse-Normandie. 
Une fois devenu vicomte consort de Thouars, il est fortement influencé par les seigneurs poitevins qui l'entourent et qui sont favorables au roi d'Angleterre. Il finit par les rejoindre et se retrouve à la tête de la coalition anglo-poitevine, face à son ancien chef Bertrand Du Guesclin qui est en train de reconquérir le Poitou pour le compte de Charles V.
Du Guesclin bat les Anglais à Bressuire, Poitiers, Châtellerault, Saint-Maixent-l'École, Fontenay-le-Comte puis arrive devant Thouars en juin 1372 avec une armée de trente mille soldats qui se positionne entre la Porte au Prévôt et la Tour du Prince de Galles. Jacques de Surgères avait profité de la prise de Poitiers par Du Guesclin pour s'emparer de Thouars avec les autres chevaliers partisans de l'Angleterre.
Outre Amaury de Craon, les principaux chefs de la coalition pro-anglaise (Guillaume VII de Parthenay, Geoffroy d'Argenton, les seigneurs d'Oyron et d'Airvault, Perceval de Coulanges) sont à l'abri des fortifications de Thouars. Les assauts directs ayant échoué, Du Guesclin fait combler les fossés et amener les machines de guerre immédiatement sous les murs de la ville. Une brèche est ouverte mais les assiégés arrivent pourtant à repousser les assaillants. Une suspension d'armes est conclue jusqu'à la Saint-Michel (le 29 septembre ou le 8 novembre 1372) : si à cette date la ville n'est pas secourue, elle se rendra au roi de France, ce qui survint. La ville n'étant pas secourue à temps par les Anglais, les assiégés furent forcés de capituler et prêtèrent serment de féauté (fidélité) au roi Charles V le Sage le 30 novembre 1372.
Amaury ayant prêté serment de fidélité au roi de France, les vicomtes de Thouars n'eurent plus de réelle autonomie à partir de ce moment, la plupart de leurs droits féodaux sont abolis et ils passent vraiment sous l'influence du roi de France.
Amaury mourut le 30 mai 1373 et fut inhumé dans l'église des Cordeliers d'Angers.
La succession de ses fiefs est précisée à l'article consacré à son grand-père : la baronnie de Craon alla notamment à sa première sœur Isabeau de Craon (vers 1330-† 2 février 1394), qui épouse 1° en 1338/1349 Guy XI de Laval, † 1349 sans postérité ; puis 2° en 1357/1358 Louis de Sully, d'où Marie de Sully (vers 1365-1409), dame de Sully et de Craon, dont le premier mariage en 1383 avec Gui VI de La Trémoille continuera les maîtres de ces seigneuries.